# Kabinet-Hartling
Het kabinet–Hartling was de regering van het Koninkrijk Denemarken van 19 december 1973 tot 13 februari 1975.

## Kabinet–Hartling (1973–1975)
| Ambtsbekleder                    | Ambtsbekleder      | Ambtsbekleder                     | Functie                         | Ambtstermijn     | Ambtstermijn     | Partij |
| -------------------------------- | ------------------ | --------------------------------- | ------------------------------- | ---------------- | ---------------- | ------ |
|                                  | Poul Hartling      | Poul Hartling (1914–2000)         | Premier                         | 19 december 1973 | 13 februari 1975 | VDL    |
|                                  |                    | Jacob Sørensen (1915–1990)        | Minister van Binnenlandse Zaken | 19 december 1973 | 13 februari 1975 | VDL    |
| Minister van Sociale Zaken       |                    | Jacob Sørensen (1915–1990)        |                                 | 19 december 1973 | 13 februari 1975 | VDL    |
|                                  |                    | Ove Guldberg (1918–2008)          | Minister van Buitenlandse Zaken | 19 december 1973 | 13 februari 1975 | VDL    |
|                                  |                    | Anders Ejnar Andersen (1912–2006) | Minister van Financiën          | 19 december 1973 | 13 februari 1975 | VDL    |
|                                  |                    | Nathalie Lind (1918–1999)         | Minister van Justitie           | 19 december 1973 | 13 februari 1975 | VDL    |
| Minister van Cultuur             |                    | Nathalie Lind (1918–1999)         |                                 | 19 december 1973 | 13 februari 1975 | VDL    |
|                                  |                    | Poul Nyboe Andersen (1913–2004)   | Minister van Economische Zaken  | 19 december 1973 | 13 februari 1975 | VDL    |
| Minister van Industrie en Handel |                    | Poul Nyboe Andersen (1913–2004)   |                                 | 19 december 1973 | 13 februari 1975 | VDL    |
|                                  | Erling Brøndum     | Erling Brøndum (1930–2017)        | Minister van Defensie           | 19 december 1973 | 13 februari 1975 | VDL    |
|                                  |                    | Johan Philipsen (1911–1992)       | Minister van Arbeid             | 19 december 1973 | 13 februari 1975 | VDL    |
| Minister van Huisvesting         |                    | Johan Philipsen (1911–1992)       |                                 | 19 december 1973 | 13 februari 1975 | VDL    |
|                                  |                    | Tove Nielsen (1941)               | Minister van Onderwijs          | 19 december 1973 | 13 februari 1975 | VDL    |
|                                  | Kresten Damsgaard  | Kresten Damsgaard (1903–1992)     | Minister van Transport          | 19 december 1973 | 13 februari 1975 | VDL    |
| Minister voor Godsdienst         | Kresten Damsgaard  | Kresten Damsgaard (1903–1992)     |                                 | 19 december 1973 | 13 februari 1975 | VDL    |
|                                  | Niels Anker Kofoed | Niels Anker Kofoed (1929–2018)    | Minister van Landbouw           | 19 december 1973 | 13 februari 1975 | VDL    |
| Minister van Visserij            | Niels Anker Kofoed | Niels Anker Kofoed (1929–2018)    |                                 | 19 december 1973 | 13 februari 1975 | VDL    |
|                                  |                    | Holger Hansen (1929–2015)         | Minister van Milieu             | 19 december 1973 | 13 februari 1975 | VDL    |
| Minister voor Groenland          |                    | Holger Hansen (1929–2015)         |                                 | 19 december 1973 | 13 februari 1975 | VDL    |

Kristensen ·
Hedtoft I ·
Hedtoft II ·
Eriksen ·
Hedtoft III ·
Hansen I ·
Hansen II ·
Kampmann I ·
Kampmann II ·
Krag I ·
Krag II ·
Baunsgaard ·
Krag III ·
Jørgensen I ·
Hartling ·
Jørgensen II ·
Jørgensen III ·
Jørgensen IV ·
Jørgensen V ·
Schlüter I ·
Schlüter II ·
Schlüter III ·
Schlüter IV ·
P.N. Rasmussen I ·
P.N. Rasmussen II ·
P.N. Rasmussen III ·
P.N. Rasmussen IV ·
A.F. Rasmussen I ·
A.F. Rasmussen II ·
A.F. Rasmussen III ·
L.L. Rasmussen I ·
Thorning-Schmidt I ·
Thorning-Schmidt II ·
L.L. Rasmussen II ·
L.L. Rasmussen III ·
Frederiksen I ·
Frederiksen II